# Jacques Pereira
Jacques Pereira (Casablanca, Marokkó, 1955. február 3. – Vila Real de Santo António, 2020. november 3.) válogatott portugál labdarúgó, csatár. Az 1981–82-es idény portugál gólkirálya 27 góllal.

## Pályafutása

### Klubcsapatban
1974 és 1976 között a Farense, 1976 és 1979 között a Famalicão, 1979 és 1981 között a Braga, 1981 és 1985 között a Porto, 1985 és 1987 között ismét a Braga labdarúgója volt. 1987–88-ban a Covilhã, 1988 és 1991 között a Lusitano csapatában szerepelt. 1991 és 1994 között az alacsonyabb osztályú Castromarinense játékosa volt és itt fejezte be az aktív labdarúgást. A Portóval egy-egy bajnoki címet és portugálkupa-győzelmet ért el. Az 1981–82-es idényben 27 góllal a bajnokság gólkirálya lett.

### A válogatottban
1981-ben egy alkalommal szerepelt a portugál válogatottban.

## Sikerei, díjai
FC Porto
- Portugál bajnokság
  - bajnok: 1984–85
  - gólkirály: 1981–82 (27 gól)
- Portugál kupa
  - győztes: 1984

## Statisztika

### Mérkőzése a válogatottban
| Portugália | Portugália         | Portugália                      | Portugália | Portugália | Portugália | Portugália | Portugália | Portugália |
| #          | Dátum              | Helyszín                        | Hazai      | Eredmény   | Vendég     | Kiírás     | Gólok      | Esemény    |
| ---------- | ------------------ | ------------------------------- | ---------- | ---------- | ---------- | ---------- | ---------- | ---------- |
| 1.         | 1981. december 16. | Haszkovo, Dimitar Kanev Stadion | Bulgária   | 5 – 2      | Portugália | barátságos | -          | 46'        |
|            | Összesen           |                                 |            | 1          | mérkőzés   |            | 0          | gól        |